# Brachymetacarpie
Die Brachymetacarpie, auch Brachymetakarpie, (von altgriechisch βραχύς brachýs ‚kurz‘, μετά meta, ‚zwischen‘ und κάρπος karpos, ‚Handgelenk‘, lateinisch metacarpium) ist eine angeborene Verkürzung der Mittelhandknochen. 
Sie ist eine Form der Brachyphalangie, auch wenn eigentlich kein Fingerglied verkürzt ist, und wird als Brachydaktylie Typ E klassifiziert.
Sie kann bei verschiedenen Syndromen als Merkmal auftreten:
- Albright-Osteodystrophie
- Asphyxierende Thoraxdysplasie
- Beckwith-Wiedemann-Syndrom (MC III & V)
- Biemond-Syndrom
- Cornelia-de-Lange-Syndrom
- Geleophysischer Kleinwuchs
- Gorlin-Goltz-Syndrom
- Homocystinurie
- Hypothyreose
- Juvenile idiopathische Arthritis
- Katzenschreisyndrom
- Larsen-Syndrom
- Mesomele Dysplasie Typ Verloes-David-Pfeiffer
- Multiple kartilaginäre Exostosen
- Pseudohypoparathyreoidismus
- Pseudopseudohypoparathyreoidismus
- Ruvalcaba-Syndrom
- Tricho-rhino-phalangeale Dysplasie (MC V)
- Turner-Syndrom (MC III-V)